# Калинино (Пуховичский район)
Калинино (бел. Калі́ніна) — деревня в Пуховичском районе Минской области Беларуси. Входит в состав Туринского сельсовета.

## Географическое положение
Находится примерно в 10,5 километрах северо-восточнее райцентра и в 14,5 километрах от железнодорожной станции Пуховичи на линии Минск — Осиповичи, в 48,5 км от Минска, в 0,4 км к западу от автодороги Марьина Горка — Червень.

## История
Населённый пункт известен как минимум со второй половины XIX века как урочище Притыка вблизи села Турин на территории Пуховичской волости Игуменского уезда Минской губернии. На 1860 год здесь было 6 дворов. 
На 1908 год урочище Притыки, насчитывавшее 10 дворов, где проживали 56 человек. На 1917 год урочище Притыка, где было уже 16 дворов, 73 жителя (28 мужчин и 45 женщин). В 1920-е годы после установления советской власти Притыка стала отдельным посёлком, получившим название Калинино, и вошла в состав Туринского сельсовета Пуховичского района (с 20 февраля 1938 — Минской области). Согласно переписи населения СССР 1926 года здесь насчитывалось 14 дворов, проживали 72 человека. В период Великой Отечественной войны оккупирован немецко-фашистскими захватчиками в конце июня 1941 года. Освобождён в начале июля 1944 года. На 2002 год деревня Калинино входила в состав Туринского сельсовета и относилась к колхозу «Знамя коммунизма» (бел. Сцяг камунізму), здесь было 18 домов, 42 жителя. На 2012 год в деревне насчитывалось 14 круглогодично жилых домов, 30 постоянных жителей

## Население
- 1860 — 6 дворов
- 1897 —
- 1908 — 10 дворов, 56 жителей
- 1917 — 16 дворов, 73 жителя
- 1926 — 14 дворов, 72 жителя
- 1960 — 75 жителя
- 1999 год — 51 жителей (перепись населения)
- 2002 — 18 дворов, 42 жителя
- 2009 — 43 жителей (перепись населения)[5]
- 2012 — 14 дворов, 30 жителей
- 2019 — 26 жителей (перепись населения)